# John Dramani Mahama
John Dramani Mahama (Damongo, 29 de novembre de 1958) és un historiador i polític ghanès. Va ocupar el càrrec de vicepresident de Ghana d'ençà el 28 de desembre de 2008 en el govern de John Atta Mills i arran de la mort d'aquest, el 24 de juliol de 2012, és l'actual president interí del país. El 8 de desembre Mahama en les eleccions presidencials ghaneses Mahama derrotà a Nana Akufo-Addo del Nou Partit Patriòtic amb un 50,7% del vot.